# Cejlon
Cejlon je ostrov v Indickém oceánu při jižním cípu Přední Indie v jihovýchodní Asii. Leží v Indickém oceánu mezi Lakadivským mořem a Bengálským zálivem. Ostrov byl původně spojen s Indickým subkontinentem, od nějž se někdy mezi lety 6000 a 3500 př. n. l. oddělil. Od poloostrova Přední Indie je oddělen Mannárským zálivem, mělkým Palkovým průlivem a skupinou ostrůvků a mělčin Adamova mostu. Ostrov ve tvaru kapky je ze severu k jihu dlouhý 445 km, ze západu na východ 225 km a je 25. největším ostrovem světa. Má rozlohu 65 600 km² a tvoří zároveň stát Srí Lanka.
Ve středu ostrova je pásmo hor. Nejvyšší horou je Pidurutalagala s výškou 2 524 m n. m. Z tohoto pohoří vytéká mnoho krátkých řek, na kterých jsou četné vodopády. Zbytek země pokrývají nížiny, místy oživené skalnatými hřbety.

## Podnebí
Ostrov má po celý rok horké a vlhké podnebí. Vydatné srážky přinášejí letní monzuny. Monzun občas vynechá nebo je slabý a proto sucha následovaná zátopami nejsou nijak neobvyklá. V nejvlhčích oblastech se daří deštným pralesům, kdežto v sušších severních oblastech najdeme monzunové lesy s cennými dřevinami, jako eben nebo atlasové dřevo. Velké plochy lesů však již byly vykáceny.

## Srí Lanka
Vlastní ostrov tvoří hlavní území Šrí Lanky. V sinhálštině, úředním jazyce místních obyvatel, byl ostrov v roce 1972 přejmenován na Srí Lanka, což je zároveň název státu, který se na něm nachází.
Portál Jména světa ČÚZK uvádí názvy následovně:
|                      | česky                                          | sinhálsky                                      | tamilsky                                    |
| -------------------- | ---------------------------------------------- | ---------------------------------------------- | ------------------------------------------- |
| název ostrova        | Cejlon                                         | Šrī Laṃkā (ශර ලංකා)                              | Ilaṅkai (இலஙகை)                              |
| zkrácený název státu | Šrí Lanka                                      | Shrī Laṁkā                                     | Ilaṅkai                                     |
| plný název státu     | Šrílanská demokratická socialistická republika | Shrī Laṁkā Prajātāntrika Samājavādī Janarajaya | Ilaṅkai Jaṉanāyaka Choṣhalichak Kuṭiyarachu |